# Comuni della Spagna

Comuni della Spagna

In Spagna, il comune (in spagnolo municipio o concejo, in catalano, valenciano e aranese municipi, in galiziano municipio o concello, in basco udalerri, in asturiano conceyu) è la suddivisione territoriale di terzo livello. Al 1º gennaio 2020, i comuni spagnoli sono 8 131.
Sono ricompresi nelle 50 province in cui a loro volta si suddividono le comunità autonome; fanno eccezione i comuni di Ceuta e Melilla, le quali, in quanto città autonome, non fanno parte di nessuna comunità ed esercitano autonomamente i poteri conferiti alle province.

## Amministrazione
L'organo di amministrazione del comune è l'ayuntamiento o corporación municipal (plurale: ayuntamientos, corporaciones municipales), presieduto da un alcalde. Solitamente l'ayuntamiento, nel quale si concretizza la personalità giuridica del municipio, è l'organo amministrativo minore, anche se nei comuni più grandi si usano talvolta delle suddivisioni quali: barrios, distretti o pedanías. Ayuntamiento è il termine in castigliano; in catalano e valenciano si chiama ajuntament (plurale: ajuntaments), in galiziano concello (plurale: concellos) e in basco udal (plurale: udalak). L'organo esecutivo del comune è rappresentato dall'alcalde.

## Categorie di comuni
Secondo l'Istituto Nazionale di Statistica della Spagna (INE) esistono 5 categorie di località abitate:
- ciudad ossia città[2]
- villa
- parroquia ossia parrocchia, è l'equivalente della frazione comunale
- lugar ossia località
- aldea: piccolo nucleo popolato di carattere rurale, privo di giurisdizione propria

Ciudad e villa sono equivalenti e costituiscono i comuni, mentre parroquia, lugar e aldea sono suddivisioni amministrative inferiori.
Accanto alle categorie definite dall'INE esistono diverse altre suddivisioni locali:
- nella Murcia è tipica la suddivisione in Pedanía a loro volta suddivise in aldea
- nelle Asturie e in Galizia i municipi e/o gli ayuntamientos sono detti concejo (in asturiano conceyu e in galiziano concello) e suddivisi in parrocchie
- in Álava e in Navarra i concejos sono i nuclei abitativi che godono di una certa autonomia all'interno di un municipio. Il concetto di concejo si inverte rispetto a quello usato nelle Asturie e in Galizia, essendo equivalente alle parrocchie di queste regioni.

## Elenco dei comuni
| Comunità autonoma   | Comunità autonoma                | Nº di comuni |
| ------------------- | -------------------------------- | ------------ |
| Andalusia           | Comuni dell'Andalusia            | 785          |
| Aragona             | Comuni dell'Aragona              | 731          |
| Asturie             | Comuni delle Asturie             | 78           |
| Baleari             | Comuni delle Isole Baleari       | 67           |
| Canarie             | Comuni delle Isole Canarie       | 88           |
| Cantabria           | Comuni della Cantabria           | 102          |
| Castiglia-La Mancia | Comuni di Castiglia-La Mancia    | 919          |
| Castiglia e León    | Comuni di Castiglia e León       | 2 248        |
| Catalogna           | Comuni della Catalogna           | 947          |
| Comunità Valenciana | Comuni della Comunità Valenciana | 542          |
| Estremadura         | Comuni dell'Estremadura          | 388          |
| Galizia             | Comuni della Galizia             | 314          |
| La Rioja            | Comuni della Rioja               | 174          |
| Madrid              | Comuni della Comunità di Madrid  | 179          |
| Murcia              | Comuni della Murcia              | 45           |
| Navarra             | Comuni della Navarra             | 272          |
| Paesi Baschi        | Comuni dei Paesi Baschi          | 251          |

## Statistiche

### Comuni per popolazione
| Posizione | Comune         | Abitanti  | Provincia | Comunità autonoma   |
| --------- | -------------- | --------- | --------- | ------------------- |
| 1º        | Madrid         | 3 255 944 | Madrid    | Madrid              |
| 8.116º    | Illán de Vacas | 5         | Toledo    | Castiglia-La Mancia |

### Comuni per superficie
| Posizione | Comune    | Superficie (km²) | Provincia | Comunità autonoma   |
| --------- | --------- | ---------------- | --------- | ------------------- |
| 1º        | Cáceres   | 1 750,33         | Cáceres   | Estremadura         |
| 8.116º    | Emperador | 0,03             | Valencia  | Comunità Valenciana |

### Estremità geografiche
| Posizione | Comune                | Coordinate  | Comunità autonoma | Provincia                           |
| --------- | --------------------- | ----------- | ----------------- | ----------------------------------- |
| Nord      | Mañón                 | 43°44'10" N | Galizia           | Provincia della Coruña              |
| Sud       | El Pinar de El Hierro | 27°42'50" N | Isole Canarie     | Provincia di Santa Cruz de Tenerife |
| Ovest     | La Frontera           | 18°00'00" O | Isole Canarie     | Provincia di Santa Cruz de Tenerife |
| Est       | Mahón                 | 4°18'00" E  | Isole Baleari     | Isole Baleari                       |

### Comuni completamente insulari
- 1 della Galizia (A Illa de Arousa)
- 53 comuni delle Baleari
- 90 comuni delle Canarie

### Altitudini
Il comune più elevato è quello di Valdelinares a 1 692 metri d'altezza nella provincia di Teruel (Aragona), mentre il comune che raggiunge l'altezza più elevata è La Orotava nella provincia di Santa Cruz de Tenerife (Canarie) che raggiunge i 3 717 metri d'altezza con il Pico del Teide.